# Borislav
Borislav er en animationsfilm fra 2014 instrueret af Johan Steen efter manuskript af Luis Cook.